# Martin Fenin
Martin Fenin (Cheb, 16 april 1987) is een Tsjechisch voetballer, die als aanvaller drie seizoenen speelde bij Eintracht Frankfurt. Hij maakte in 2007 zijn debuut voor Tsjechië. Hij maakte deel uit van de selectie voor Euro 2008, maar kwam niet in actie op het toernooi.
1 Čech ·
2 Grygera ·
3 Polák ·
4 Galásek ·
5 Kováč ·
6 Jankulovski ·
7 Sionko ·
8 Fenin ·
9 Koller ·
10 Svěrkoš ·
11 Vlček ·
12 Pospěch ·
13 Kadlec ·
14 Jarolím ·
15 Baroš ·
16 Blažek ·
17 Matějovský ·
18 Sivok ·
19 Skácel ·
20 Plašil ·
21 Ujfaluši  ·
22 Rozehnal ·
23 Zitka ·
Coach: Brückner